# Antonello De Sanctis
Antonello De Sanctis (Roma, 8 giugno 1942 – 4 novembre 2015) è stato un paroliere e scrittore italiano.

## Biografia
Nato a Rieti, studia al Liceo Ginnasio Pilo Albertelli dove inizia a comporre brani per gioco, passione che diventa poi il suo lavoro.
Inizia la sua attività di paroliere negli anni settanta con un brano in cui descrive la rabbia verso la figura paterna: la canzone è Padre davvero, affidata alla voce di Mia Martini.
Scrive poi un altro successo, Anima mia, interpretata da I Cugini di Campagna, che rimane in classifica per ben trentotto settimane.
In seguito scrive per Mimì e I Cugini di Campagna altri testi, tra cui Donna fatta donna, La vergine e il mare, Tesoro ma è vero, Col tempo imparerò per la prima e Innamorata e Morbide le mani per i secondi.
Collabora con molti artisti della musica popolare italiana: Paolo Frescura (insieme al quale scrive Bella dentro e Due anelli), i Collage (Due ragazzi nel sole, Tu mi rubi l'anima, La gente parla), Fred Bongusto, Raffaella Carrà, Nicola Di Bari e Gigi Proietti.
Nel 1976 incide il suo primo 45 giri dal titolo Esser puttane (sul retro La nostra idea) per l'etichetta Move (distribuzione Aris), mentre nel 1978 pubblica, con lo pseudonimo di Joe Alaria, una canzone ironica dal titolo Sai che ti dico? Ma vaff... che, anche a causa dell'uso di una parolaccia nel testo, viene censurata dalla Rai e dalla casa discografica che lo mette in commercio in pochissime copie (45 giri DURIUM Ld AI 8029) ma viene comunque distribuito anche in edizione speciale per juke-box con il tema del film Fuga di mezzanotte, composta da Giorgio Moroder, sulla facciata B.
Nella seconda metà degli anni settanta De Sanctis intraprende l'attività di educatore dapprima in un carcere minorile e poi in un istituto per disabili psichici.
Riprende a scrivere negli anni novanta per Mietta (Figli di chi, Gente comune) e Paolo Meneguzzi (Arià ariò). Nel 1993 inizia la sua collaborazione con Nek: il brano In te, presentato al Festival di Sanremo 1993, suscita polemiche per il suo contenuto, ritenuto anti-abortista.
De Sanctis firma per l'artista di Sassuolo molti altri successi, come Laura non c'è, Se io non avessi te, Ci sei tu, Almeno stavolta, Lascia che io sia..., L'inquietudine, Nella stanza 26 e Se non ami.
Nel 2007 pubblica il suo primo libro, Non ho mai scritto per Celentano, una autobiografia in cui Antonello racconta i segreti e retroscena di 35 anni della musica leggera.
Nel 2008 torna a collaborare con Mietta scrivendo per lei, assieme a Daniele Ronda, le canzoni Guardami e Con il sole nelle mani, canzone, quest'ultima che dà il titolo all'album dell'artista pubblicato quell'anno.
Nel 2010 pubblicato il suo primo romanzo, Oltre l'orizzonte. Una semplice storia d'amore, i cui proventi sono in parte devoluti alla ricerca sul cancro. Nel 2012 pubblica il suo secondo romanzo, Nel mondo degli uomini. Del 2015 è Non si toccano le ali alle farfalle, terzo romanzo di De Sanctis.

## Canzoni scritte da De Sanctis
| Anno | Titolo                              | Interprete                     | Autori del testo                          | Autori della musica                               |
| ---- | ----------------------------------- | ------------------------------ | ----------------------------------------- | ------------------------------------------------- |
| 1971 | Padre davvero                       | Mia Martini                    | Antonello De Sanctis                      | Piero Pintucci                                    |
| 1971 | Tesoro ma è vero                    | Mia Martini                    | Antonello De Sanctis                      | Piero Pintucci                                    |
| 1971 | Ossessioni                          | Mia Martini                    | Antonello De Sanctis                      | Nina Hart                                         |
| 1971 | La vergine e il mare                | Mia Martini                    | Antonello De Sanctis                      | J. Musy e L. Matalon                              |
| 1971 | Il ragazzo del sud                  | Nicola Di Bari                 | Antonello De Sanctis                      | musica tradizionale, rielaborazione di Paolo Ormi |
| 1972 | Roma parlaje tu                     | I Vianella                     | Antonello De Sanctis e Franco Micalizzi   | Franco Micalizzi                                  |
| 1972 | Mare, mare, mare, mare              | Ada Mori                       | Antonello De Sanctis                      | Luigi Romanelli                                   |
| 1973 | Anima mia                           | Cugini di Campagna             | Antonello De Sanctis                      | Ivano Michetti e Flavio Paulin                    |
| 1974 | Innamorata                          | Cugini di Campagna             | Antonello De Sanctis                      | Ivano Michetti e Flavio Paulin                    |
| 1974 | Morbide le mani                     | Cugini di Campagna             | Antonello De Sanctis                      | Ivano Michetti e Flavio Paulin                    |
| 1974 | Libertà                             | Nicola Di Bari                 | Antonello De Sanctis e Franca Evangelisti | John Denver                                       |
| 1975 | Ti fa bella l'amore                 | Nicola Di Bari                 | Antonello De Sanctis                      | Paolo Frescura                                    |
| 1975 | Bella dentro                        | Paolo Frescura                 | Antonello De Sanctis                      | Paolo Frescura                                    |
| 1975 | Non andartene via stasera           | Paolo Frescura                 | Antonello De Sanctis                      | Paolo Frescura                                    |
| 1975 | Donna fatta donna                   | Mia Martini                    | Antonello De Sanctis                      | Vito Tommaso                                      |
| 1975 | La vita è 'n osteria                | Gigi Proietti                  | Antonello De Sanctis                      | Armando Trovajoli                                 |
| 1975 | Caro amore mio                      | Ricchi e Poveri                | Antonello De Sanctis                      | Marcello Marrocchi                                |
| 1975 | Una donna cambiata                  | Ricchi e Poveri                | Antonello De Sanctis                      | Marcello Marrocchi                                |
| 1975 | Come un idiota                      | Ricchi e Poveri                | Antonello De Sanctis                      | Marcello Marrocchi                                |
| 1975 | E poi... l'amore                    | Ricchi e Poveri                | Antonello De Sanctis                      | Marcello Marrocchi, Piero Pintucci                |
| 1975 | Al bar                              | Ricchi e Poveri                | Antonello De Sanctis                      | Marcello Marrocchi                                |
| 1976 | Due anelli                          | Paolo Frescura                 | Antonello De Sanctis                      | Paolo Frescura                                    |
| 1976 | 27 luglio                           | Paolo Frescura                 | Antonello De Sanctis                      | Paolo Frescura                                    |
| 1976 | Due ragazzi nel sole                | Collage                        | Antonello De Sanctis                      | Gabriella Padovan                                 |
| 1977 | Tu mi rubi l'anima                  | Collage                        | Antonello De Sanctis                      | Gabriella Padovan                                 |
| 1977 | Piano... piano... m'innamorai di te | Collage                        | Antonello De Sanctis                      | Marcello Marrocchi, Vittorio Tariciotti           |
| 1977 | Io non ti venderei                  | Collage                        | Antonello De Sanctis                      | Gabriella Padovan                                 |
| 1978 | Sole rosso                          | Collage                        | Antonello De Sanctis                      | Marcello Marrocchi                                |
| 1978 | Non serve a niente                  | Paolo Frescura                 | Antonello De Sanctis                      | Paolo Frescura                                    |
| 1978 | Scema                               | Paolo Frescura                 | Antonello De Sanctis                      | Paolo Frescura, Italo Marino                      |
| 1978 | Lei non sapeva far l'amore          | Collage                        | Antonello De Sanctis                      | Gabriella Padovan                                 |
| 1978 | La banda dei cinque                 | Elisabetta Viviani             | Antonello De Sanctis                      | Paolo Frescura e Italo Marino                     |
| 1979 | L'amazzone di ieri                  | Franco Califano                | Franco Califano e Antonello De Sanctis    | Alberto Varano                                    |
| 1979 | La gente parla                      | Collage                        | Antonello De Sanctis                      | Marcello Marrocchi e Sandro Di Nardo              |
| 1979 | Zingara nel cuore                   | Collage                        | Antonello De Sanctis                      | Angelo Valsiglio                                  |
| 1979 | Riproviamoci                        | Raffaella Carrà                | Antonello De Sanctis                      | Augusto Martelli                                  |
| 1981 | Nove giorni a settimana             | Bruno Martino                  | Antonello De Sanctis                      | A. Varano                                         |
| 1981 | Storia d'amore                      | Bruno Martino                  | Antonello De Sanctis                      | A. Varano                                         |
| 1983 | Isabel                              | Bruno Martino                  | Antonello De Sanctis                      | Bruno Martino                                     |
| 1983 | La musica                           | Bruno Martino                  | Antonello De Sanctis                      | Coppus                                            |
| 1986 | Verso il 2000                       | Flavia Fortunato               | Antonello De Sanctis                      | Alberto Cheli e Eliop                             |
| 1987 | Canto per te                        | Flavia Fortunato               | Antonello De Sanctis                      | Andrea Mirò e Eliop                               |
| 1992 | Chiara                              | Mietta                         | Antonello De Sanctis                      | Alberto Cheli                                     |
| 1992 | Gente comune                        | Mietta                         | Antonello De Sanctis                      | Alberto Cheli                                     |
| 1993 | In te (il figlio che non vuoi)      | Nek                            | Antonello De Sanctis                      | Giuseppe Isgrò e Filippo Neviani                  |
| 1993 | Figli di chi                        | Mietta e i Ragazzi di Via Meda | Antonello De Sanctis e Daniela Miglietta  | Giuseppe Isgrò e Filippo Neviani                  |
| 1993 | Figli di chi                        | Nek                            | Antonello De Sanctis                      | Giuseppe Isgrò e Filippo Neviani                  |
| 1993 | Sulla strada del mare               | Schola Cantorum                | Antonello De Sanctis                      | Alberto Cheli                                     |
| 1993 | Il muro di Berlino c'è              | Nek                            | Antonello De Sanctis                      | Giuseppe Isgrò e Filippo Neviani                  |
| 1994 | Calore umano                        | Nek                            | Antonello De Sanctis                      | Giuseppe Isgrò, Filippo Neviani, Dino Melotti     |
| 1994 | Cuori in tempesta                   | Nek                            | Antonello De Sanctis                      | Giuseppe Isgrò e Filippo Neviani                  |
| 1994 | Angeli nel ghetto                   | Nek                            | Antonello De Sanctis                      | Filippo Neviani, Gianni Sanjust, Gabriele Varano  |
| 1996 | Ariò arià                           | Paolo Meneguzzi                | Antonello De Sanctis                      | Pablo Meneguzzo, Giuseppe Isgrò, Dino Melotti     |
| 1997 | Laura non c'è                       | Nek                            | Antonello De Sanctis                      | Massimo Varini e Filippo Neviani                  |
| 1997 | Sei grande                          | Nek                            | Antonello De Sanctis                      | Massimo Varini e Filippo Neviani                  |
| 1997 | Dimmi cos'è                         | Nek                            | Antonello De Sanctis                      | Massimo Varini e Filippo Neviani                  |
| 1998 | Se io non avessi te                 | Nek                            | Antonello De Sanctis                      | Massimo Varini e Filippo Neviani                  |
| 1998 | Sto con te                          | Nek                            | Antonello De Sanctis                      | Massimo Varini e Filippo Neviani                  |
| 1998 | Con un ma e con un se               | Nek                            | Antonello De Sanctis                      | Massimo Varini e Filippo Neviani                  |
| 1998 | Se una regola c'è                   | Nek                            | Antonello De Sanctis                      | Massimo Varini e Filippo Neviani                  |
| 2000 | Ci sei tu                           | Nek                            | Antonello De Sanctis, Manuela Bottoni     | Filippo Neviani                                   |
| 2000 | La vita è                           | Nek                            | Antonello De Sanctis                      | Massimo Varini e Filippo Neviani                  |
| 2000 | Sul treno                           | Nek                            | Antonello De Sanctis                      | Filippo Neviani                                   |
| 2002 | Bella da paura                      | Marco Armani                   | Antonello De Sanctis                      | Marco Armenise                                    |
| 2002 | Quando una ragazza c’è              | OffSide                        | Antonello De Sanctis                      | Francesco Arpino                                  |
| 2002 | Singing in the classroom            | OffSide                        | Antonello De Sanctis                      | Francesco Arpino                                  |
| 2003 | Un piccolo amore                    | Alina                          | Antonello De Sanctis                      | A. Bettini, M. Telli e Alberto Cheli              |
| 2003 | Hu Ha                               | Montefiori Cocktail            | Antonello De Sanctis                      | Daniele Ronda                                     |
| 2003 | Almeno stavolta                     | Nek                            | Antonello De Sanctis                      | Daniele Ronda                                     |
| 2003 | L'anno zero                         | Nek                            | Antonello De Sanctis                      | Daniele Ronda                                     |
| 2004 | Come pensi che io                   | Daniele Ronda                  | Antonello De Sanctis                      | Daniele Ronda                                     |
| 2005 | Lascia che io sia                   | Nek                            | Antonello De Sanctis e Filippo Neviani    | Daniele Ronda e Filippo Neviani                   |
| 2005 | L'inquietudine                      | Nek                            | Antonello De Sanctis                      | Sergio Vinci                                      |
| 2005 | Darei di più di tutto quel che ho   | Nek                            | Antonello De Sanctis e Filippo Neviani    | Filippo Neviani                                   |
| 2007 | Nella stanza 26                     | Nek                            | Antonello De Sanctis                      | Filippo Neviani                                   |
| 2007 | Attimi                              | Nek                            | Antonello De Sanctis                      | Filippo Neviani                                   |
| 2007 | Contro le mie ombre                 | Nek                            | Antonello De Sanctis                      | Filippo Neviani e Emiliano Fantuzzi               |
| 2008 | Guardami                            | Mietta                         | Antonello De Sanctis                      | Daniele Ronda                                     |
| 2008 | Con il sole nelle mani              | Mietta                         | Antonello De Sanctis                      | Daniele Ronda                                     |
| 2008 | Mai                                 | Jacopo Troiani                 | Antonello De Sanctis                      | Francesco Arpino                                  |
| 2008 | Ed andiamo avanti                   | Jacopo Troiani                 | Antonello De Sanctis                      | Francesco Arpino e Stefano Cenci                  |
| 2009 | Tira su il volume                   | Nek                            | Antonello De Sanctis                      | Filippo Neviani e Daniele Ronda                   |
| 2009 | Se non ami                          | Nek                            | Antonello De Sanctis                      | Filippo Neviani                                   |
| 2009 | Quante cose sei                     | Nek                            | Antonello De Sanctis                      | Gianluca Giardi                                   |
| 2009 | Le mie mani                         | Nek                            | Antonello De Sanctis                      | Filippo Neviani                                   |
| 2009 | Nel giorno che verrà                | Nek                            | Antonello De Sanctis                      | Sergio Vinci                                      |
| 2009 | Per non morire mai                  | Nek                            | Antonello De Sanctis                      | Filippo Neviani                                   |
| 2009 | La musica che c'è                   | Nek                            | Antonello De Sanctis                      | Filippo Neviani                                   |
| 2009 | Fino all'anima                      | Silvia Olari                   | Antonello De Sanctis                      | Filippo Neviani e Gianni Bella                    |

## Discografia (come solista)

### 45 giri
- 1976 - Esser puttane/La nostra idea (Move Records, MD 2302)
- 1978 - Sai che ti dico, ma vaff.../Voulez-vous banana (Durium, Ld AI 8029) (come Joe Alaria)

## Opere

### Autobiografia
- Non ho mai scritto per Celentano, No Reply, 2007. ISBN 88-89155-18-3.

### Romanzi
- Oltre l'orizzonte. Una semplice storia d'amore, No Reply, 2010. ISBN 88-89155-45-0;
- Nel mondo degli uomini, No Reply, 2012. ISBN 88-89155-69-8;
- Non si toccano le ali alle farfalle, 2015.